# Tomáš Němejc
Tomáš Němejc (* 24. Februar 2000 in České Budějovice) ist ein tschechischer Leichtathlet, der sich auf den Sprint spezialisiert hat.

## Sportliche Laufbahn
Erste Erfahrungen bei internationalen Meisterschaften sammelte Tomáš Němejc im Jahr 2017, als er bei den U20-Europameisterschaften in Grosseto mit 22,21 s in der ersten Runde im 200-Meter-Lauf ausschied. Im Jahr darauf startete er mit der tschechischen 4-mal-400-Meter-Staffel an den U20-Weltmeisterschaften in Tampere teil und verpasste dort mit 3:14,71 min den Finaleinzug. 2019 belegte er bei den U20-Europameisterschaften in Borås in 21,40 s den sechsten Platz über 200 Meter und schied im 100-Meter-Lauf mit 10,68 s im Halbfinale aus. Mit der 4-mal-100-Meter-Staffel wurde er im Vorlauf disqualifiziert. 2021 schied er bei den U23-Europameisterschaften in Tallinn mit 21,42 s im Halbfinale aus und erreichte mit der 4-mal-100-Meter-Staffel das Finale, konnte dort aber das Rennen nicht beenden. 2024 erreichte er bei den Europameisterschaften in Rom das Finale über 200 Meter und belegte dort in 20,91 s den sechsten Platz. Anschließend nahm er an den Olympischen Sommerspielen in Paris teil und schied dort mit 20,84 s in der Hoffnungsrunde aus.
Bei der 1. Liga der Team-Europameisterschaft 2025 in Madrid wurde er in 20,55 s Vierter im A-Lauf über 200 Meter und entschied mit der 4-mal-100-Meter-Staffel in 38,51 s das B-Finale für sich. Anschließend schied er bei den World University Games in Bochum mit 21,19 s im Halbfinale über 200 Meter aus.
2017 wurde Němejc tschechischer Meister in der 4-mal-100-Meter-Staffel. Zudem wurde er 2024 Landesmeister über 200 Meter im Freien sowie 2024 und 2025 in der Halle. Zudem wurde er 2025 auch Hallenmeister in der 4-mal-200-Meter-Staffel.

## Persönliche Bestzeiten
- 100 Meter: 10,39 s (−0,2 m/s), 28. August 2021 in Pilsen
  - 60 Meter (Halle): 6,76 s, 22. Februar 2025 in Ostrava
- 200 Meter: 20,52 s (+1,2 m/s), 9. Juni 2024 in Rom
  - 200 Meter (Halle): 20,65 s, 23. Februar 2025 in Ostrava